# XIX Cumbre Presidencial Andina
El XIX Cumbre Presidencial Andina fue la decimonovena reunión del Consejo Presidencial Andino que se celebró en Lima (Perú), el 26 de mayo de 2019, en conmemoración del 50 aniversario de la Comunidad Andina.
En la mañana, en la sede de la Secretaría General de la Comunidad Andina se realizó un acto ceremonial a Simón Bolívar y la instalación del XLV Consejo Andino de Ministros de Relaciones Exteriores ampliado con los ministros de Comercio Exterior.
Luego, los jefes de Estado participaron en la XIX Reunión Ordinaria del Consejo Presidencial Andino en Palacio de Gobierno. El consejo se realizó luego de ocho años con la presencia de los presidentes de Bolivia, Evo Morales; de Colombia, Iván Duque; de Ecuador, Lenín Moreno y de Perú, Martín Vizcarra. Se suscribió una declaración conjunta y se realizó el traspaso de la presidencia pro tempore de Perú a Bolivia para el periodo 2019-2020.

## Presidentes

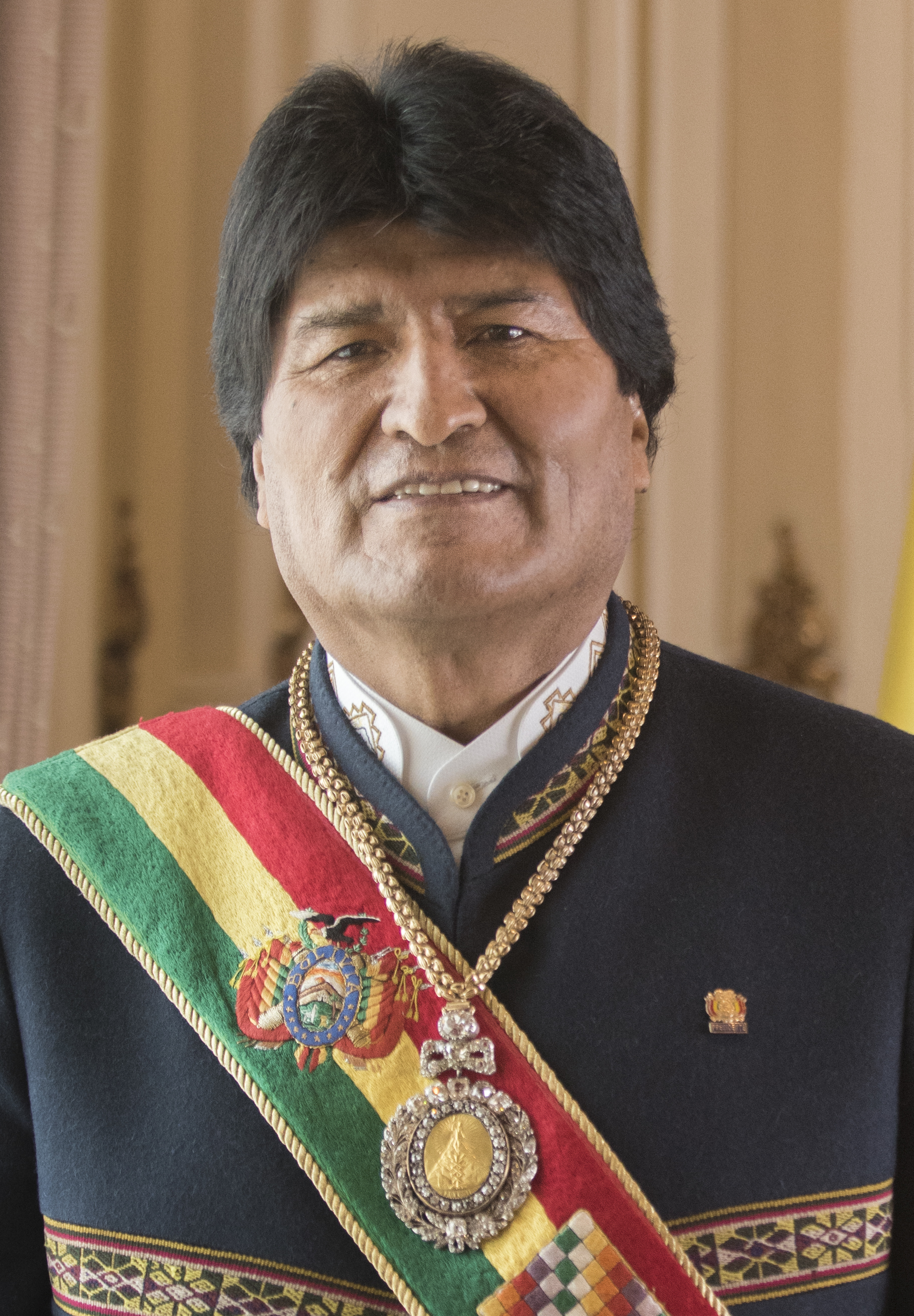
Presidente de Bolivia Evo Morales
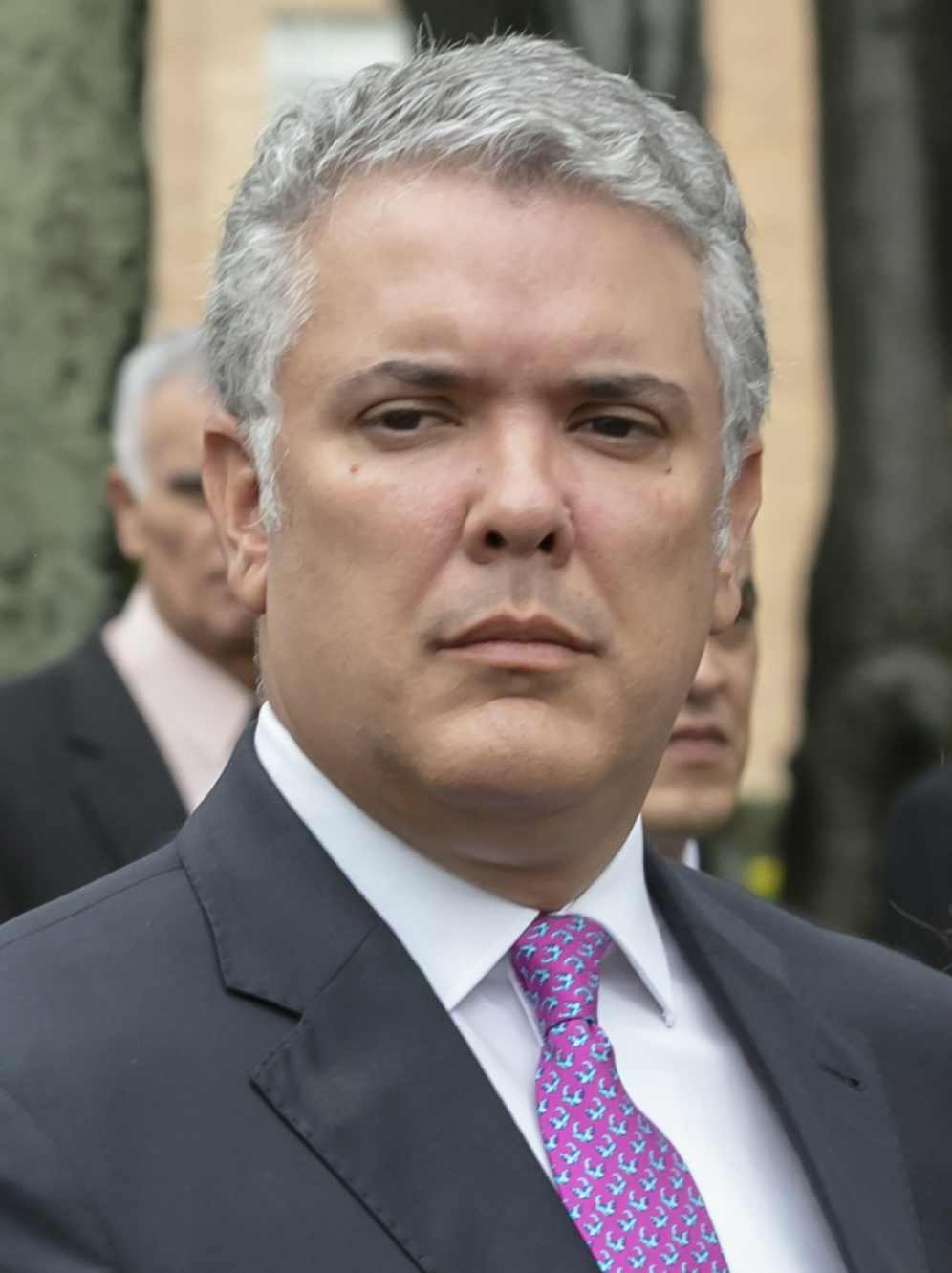
Presidente de Colombia Iván Duque Márquez
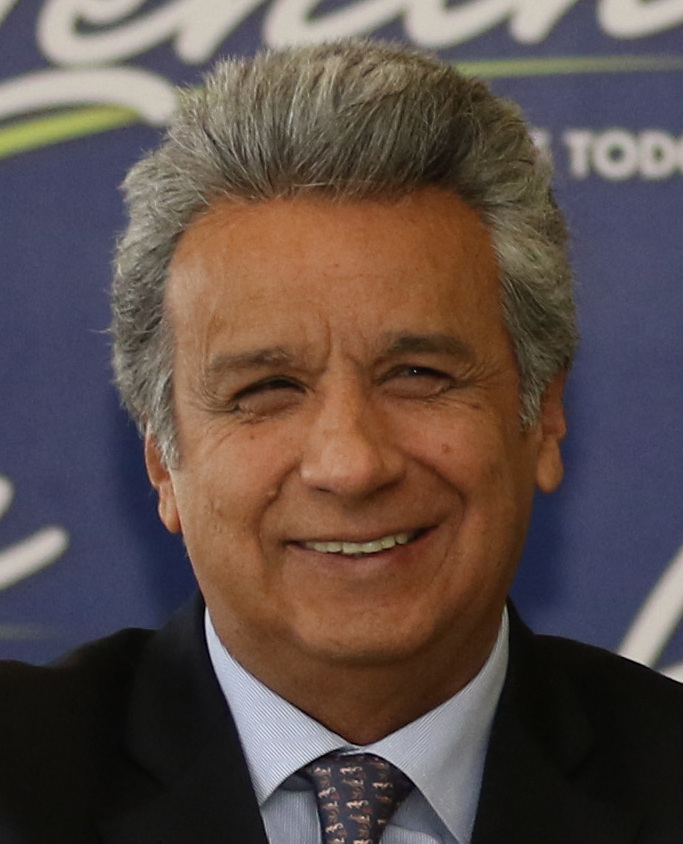
Presidente de Ecuador Lenín Moreno
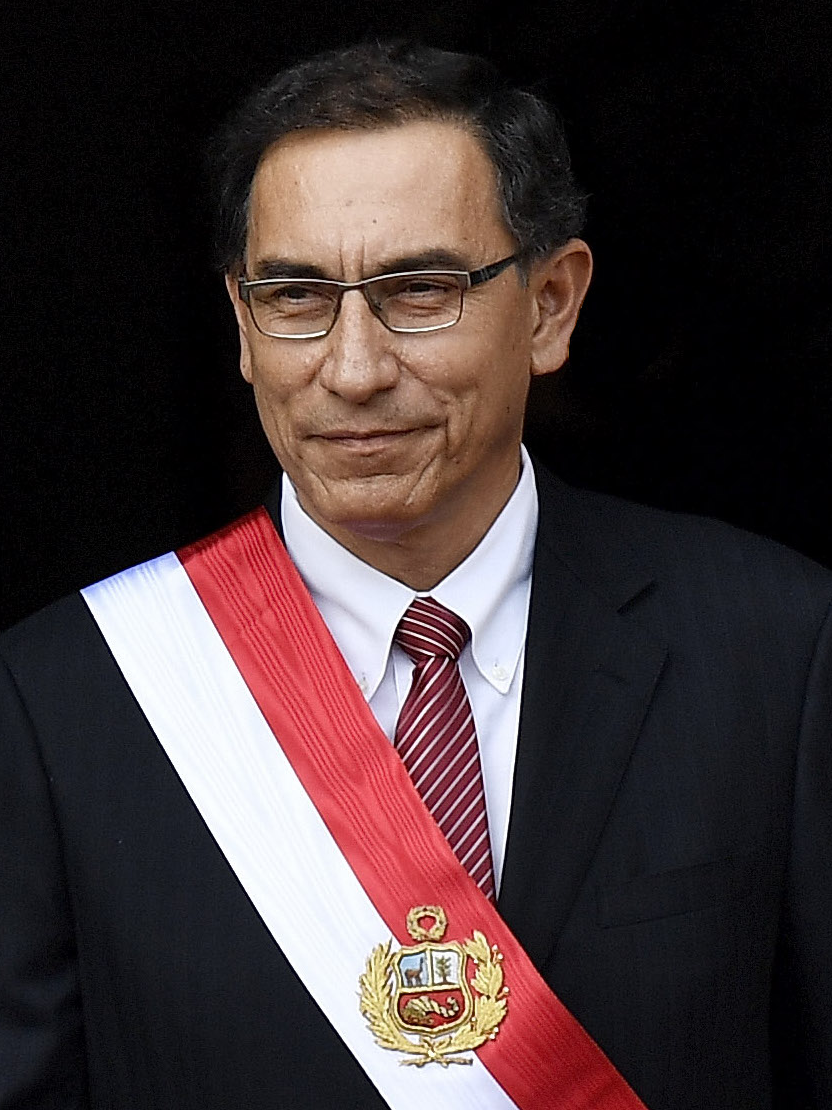
Presidente del Perú Martín Vizcarra